# Centralny Komitet Obywatelski Królestwa Polskiego w Rosji
Centralny Komitet Obywatelski Królestwa Polskiego w Rosji – polska organizacja samopomocowa działająca w Cesarstwie Rosyjskim w latach 1915–1918, utworzona przez działaczy Centralnego Komitetu Obywatelskiego w Warszawie w Piotrogrodzie po wznowieniu niemiecko-austriackiej ofensywy na froncie wschodnim (1915); prezesem komitetu był Władysław Grabski.

## Powstanie i organizacja
Utworzony przez ewakuowanych do Rosji działaczy Centralnego Komitetu Obywatelskiego. Miał stanowić kontynuację działającego po wybuchu wojny CKO w Królestwie Polskim, jednak sprowadzała się ona tylko do przyjęcia nazwy organizacji. W istocie na terenie Rosji powstała zupełnie nowa instytucja, która rozwinęła działalność w zupełnie odmiennych warunkach. Oficjalnie ukonstytuował się 24 sierpnia 1915 r. na Zebraniu Ogólnym członków CKO w Piotrogrodzie.
W jego składzie znaleźli się: Władysław Grabski, Stanisław Wojciechowski, Seweryn Światopełk-Czetwertyński, Marian Lutosławski, Fryderyk Jurjewicz, Bronisław Załęski, Tadeusz Rutkowski, Stanisław Leśniowski, Joachim Gallera, Jerzy Zdziechowski, Leopold Kronenberg, Franciszek Nowodworski, Paweł Górski, Jan Harusewicz, Jerzy Gościcki, Henryk Święcicki, Stanisław Glezmer, Władysław Glezmer, Władysław Żukowski, Aleksander Lednicki.
Organ ulegał zmianom poprzez kooptację nowych członków. Liczył zwykle 31–34 członków. Istniał do reorganizacji struktur CKO KPwR, kiedy został zastąpiony przez pochodzącą z wyborów pośrednich Radą Główną. W 1915 zebrania Ogólne miały się odbywać razy w miesiącu pod przewodnictwem Pełnomocnika Głównego lub jego zastępcy. Do ich kompetencji należało m.in. rozpatrywanie sprawozdań Pełnomocnika Głównego o stanie spraw CKO, kooptowanie nowych członków CKO, oraz rozpatrywanie ogólnych i bieżących budżetów CKO.
Od marca 1916 bieżącą działalnością Komitetu kierował Zarząd Główny, w skład którego wchodzili Władysław Grabski (prezes i główny pełnomocnik), Stanisław Leśniowski, Józef Dangiel, Joachim Gallera, Paweł Górski, Władysław Gutowski, Stanisław Jasiukowicz, Marian Lutosławski, Adolf Świda i Stanisław Wojciechowski. Po reorganizacji struktur CKO KPwR w grudniu skład zarządu przedstawiał się następująco: W. Grabski (prezes), J. Dangiel, W. Paszkowski, F. Nowodworski, S. Leśniowski, J. Zdziechowski i M. Lutosławski.
Zarząd obejmował wydziały: opieki nad dziećmi, pomocy prawnej i odszkodowań, stosunków z krajem. Specyfika rosyjskiej prowincji, a także konieczność zapewnienia stałej opieki wychodźcom skłoniły CKO KPwR do podzielenia Imperium Rosyjskiego na rejony: Północny (pełnomocnik Stanisław Jasiukowicz), Zachodni (Józef Dangiel), Południowo-Zachodni (Paweł Górski), Południowy (Władysław Gutowski), Środkowy (Marian Lutosławski), Frontowy (Adolf Świda) i Północno-Zachodni (Joachim Gallera).
Rejony były podzielone na okręgi, które odpowiadały granicom guberni; od 1 sierpnia 1915 do 1 października takich okręgów posiadał CKO KPwR trzydzieści siedem. W zależności od potrzeb, okręgi miały być dzielone na dzielnice (oddziały), które odpowiadały granicom powiatu. Ostatnim elementem struktury organizacyjnej CKO były partie, którymi kierowali przewodnicy. 10 grudnia 1915 r. w ramach CKO istniało 3000 partii obejmujących 250 000 ludzi. 1 października istniało 3054 partie (252 691 ludzi). W październiku 1916 podjęto decyzje o likwidacji rejonów, od tej pory akcja niesienia pomocy miały być realizowana przez komitety okręgowe (w guberniach).

## Działalność
Członkowie CKO KPwR w większości związani byli z polskimi organizacjami politycznymi, które szeroko współpracowały z władzami rosyjskimi. Byli wśród nich członkowie Rady Państwa i Dumy Państwowej. Część z nich należała do Polskiej emigracji z dawna osiadłej w Rosji. Politycznie CKO KPwR dominowali przedstawiciele Narodowej Demokracji i Stronnictwa Polityki Realnej. Wpływało to na możliwości prowadzenia akcji pomocniczej wśród uchodźców – Polaków, oraz umożliwiało łatwiejszy dostęp do środków koniecznych na jej prowadzenie, a także umożliwiało łatwiejszy kontakt z urzędnikami rosyjskimi.
Według porozumienia zawartego z Radą Zjazdów Polskich Organizacji Pomocy Ofiarom Wojny CKO KPwR opiekował się jedynie wygnańcami osiadłymi po wsiach i tych miastach, gdzie nie było innej polskiej organizacji samopomocowej. Głównym zadaniem CKO KPwR było: udzielanie pomocy żywnościowej, finansowej, kulturalno-oświatowej, religijnej, sanitarnej, a także wyszukiwanie miejsc pracy polskim uchodźcom wojennym. CKO KPwR starał się stworzyć wygnańcom w miarę możliwości normalne warunki życia, a przede wszystkim zapewnić środki na przeżycie w obcym otoczeniu. Wiele uwagi przywiązywał do otoczenia opieką dzieci i młodzieży. Jesienią 1916 pod opieką CKO KPwR znajdowało się 334 tys. osób rozmieszczonych głównie na terenach zachodnich i południowych guberni Rosji. Najpowszechniejszą formą pomocy było udzielanie miesięcznych zapomóg na wyżywienie, mieszkanie i opał. CKO KPwR pośredniczył w zaopatrywaniu wygnańców w żywność i odzież, prowadził także sklepy żywnościowe i warsztaty. Zorganizował własną służbę zdrowia i szkolnictwo, 33 szpitale, 84 ambulatoria, sanatorium, 783 ochronki i schroniska, 226 szkół (uczęszczało do nich 48 435 dzieci), 2 gimnazja (731 uczniów), szkoły rzemieślnicze i kursy pedagogiczne. Fundusze na tę działalność (do 1 stycznia 1917 łącznie – 28,8 mln rubli) otrzymywał głównie w postaci subwencji od rządu rosyjskiego (22,6 mln rubli) i od Komitetu Wielkiej Księżnej Tatiany (4,4 mln rubli).
Po rewolucji lutowej przedstawiciele CKO KPwR brali udział do 3 października 1917 roku w pracach Komisji Likwidacyjnej do Spraw Królestwa Polskiego. Po rewolucji październikowej i przejęciu władzy przez bolszewików organizacja i jej działacze byli szykanowani i prześladowani. 9 kwietnia 1918 CKO KPwR podjął decyzję o likwidacji, w tym okresie aż do lipca 1918 pełnomocnikiem głównym pozostawał Józef Dangiel.